# Power Big Meet
Das Power Big Meet ist das weltweit größte Oldtimer-Festival für amerikanische Fahrzeuge. Bei der Veranstaltung kommen nach Angaben der Veranstalter rund 20.000 klassische US-Fahrzeuge aus ganz Europa im schwedischen Lidköping zusammen. Dabei liegt der Hauptfokus auf Fahrzeugen der Baujahre 1950–1970. Das Festival findet immer im Zeitraum des ersten Juli-Wochenendes statt und geht von Donnerstag bis Sonntag.

## Geschichte
Das US-Car-Treffen in Schweden startete 1978. Damals trafen sich in Südschweden rund 80 Fahrzeuge. Im Folgejahr zog das Treffen in die Stadt Skövde um, wo der Automobilhersteller Volvo Motoren fertigen ließ. Hier bekam das Treffen weiteren Zulauf und wurde in den folgenden Jahren in Jönköping am Vättern und Norrköping an der Ostsee abgehalten. Von 1984 bis 2016 fand das Power Big Meet am Flugplatz in Västerås statt. Im Jahre 2004 nahmen 12.000 Fahrzeuge teil. Zehn Jahre später nahmen 17.000 Automobile und 200.000 Besucher teil. In den Jahren 2017–2019 fand das Treffen in Lidköping am Vänern statt. In den Jahren 2020 und 2021 musste das Power Big Meet wegen der COVID-19-Epidemie ausfallen. Seit 2022 findet es wieder jährlich in Lidköping statt.
Grund für die hohe Dichte an amerikanischen Oldtimern in Schweden ist, dass die Regierung nach dem Zweiten Weltkrieg viele Fahrzeuge aus den USA importierte, um den Bedarf an Fahrzeugen zu decken. Auch gab es im 19. und 20. Jahrhundert viele schwedische Auswanderer, die ihre Verwandtschaft mit Fahrzeugen aus der Neuen Welt versorgten.

## Galerie

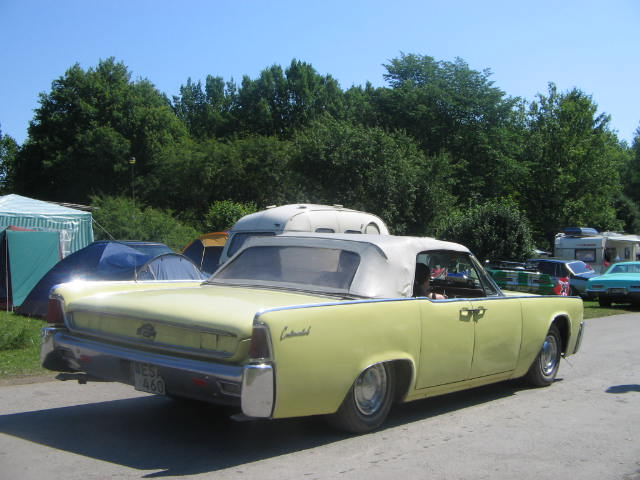
1961er Lincoln Continental
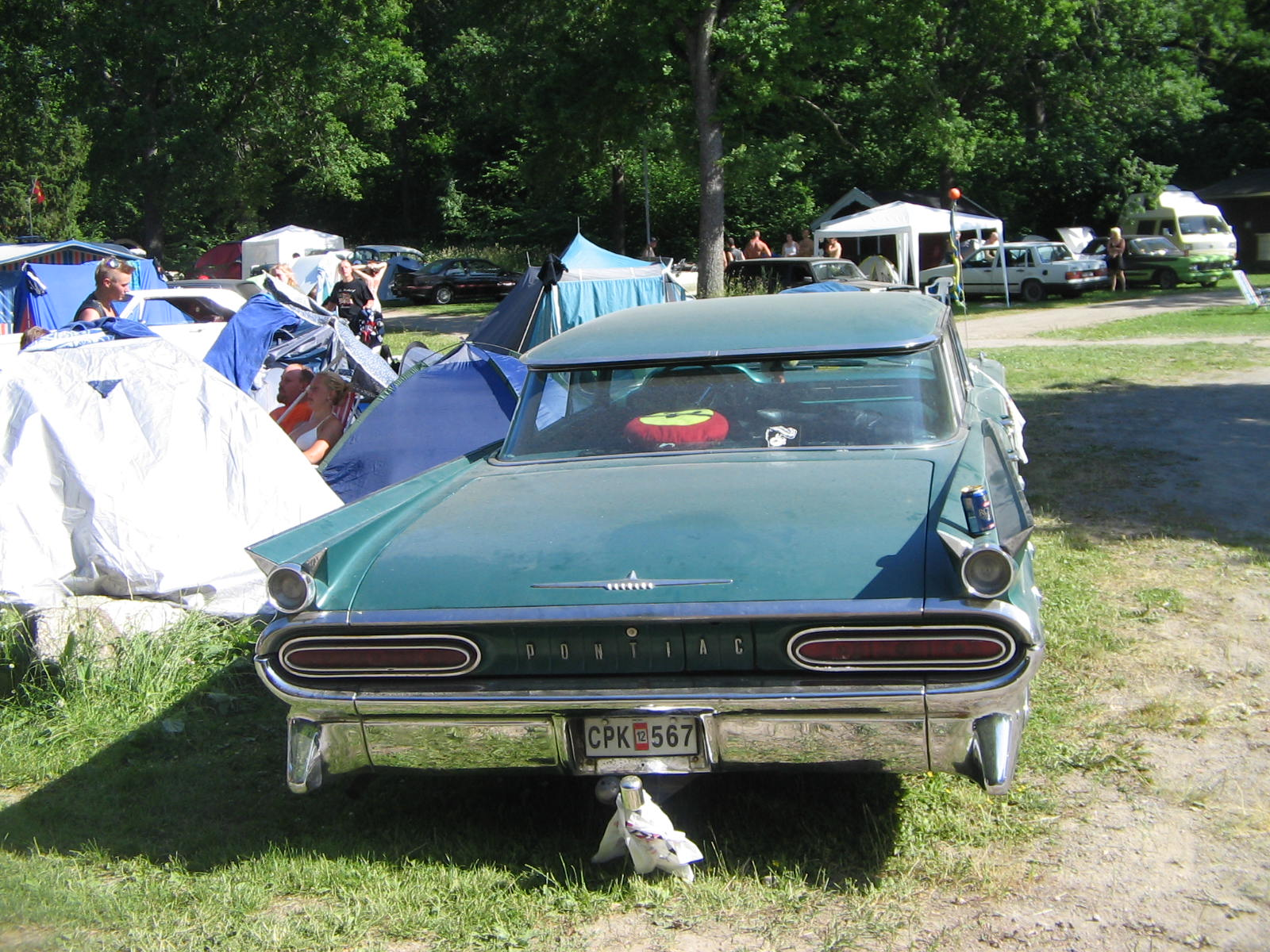
1959er Pontiac Starchief 4DHT
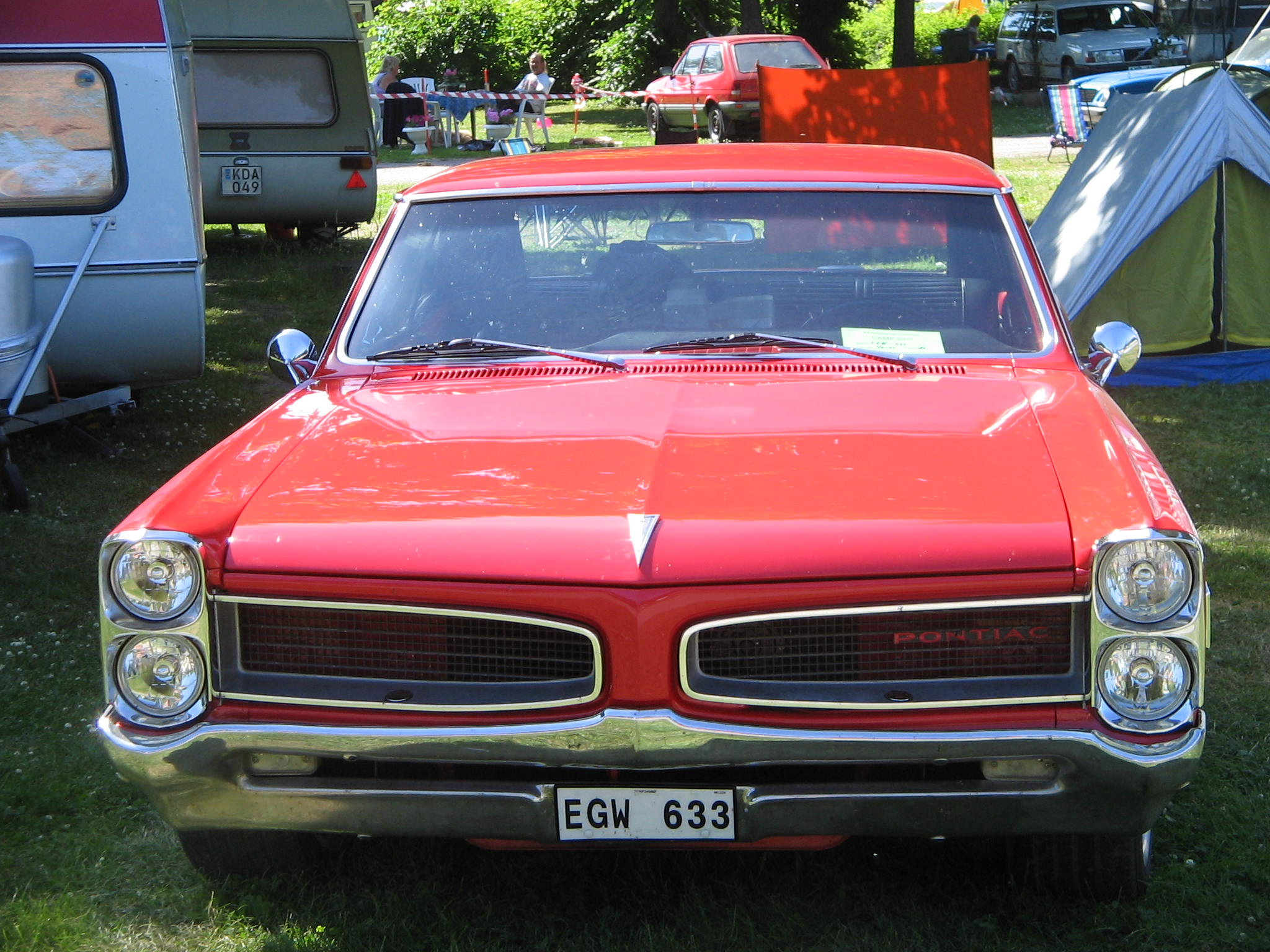
1966er Pontiac Tempest 23717
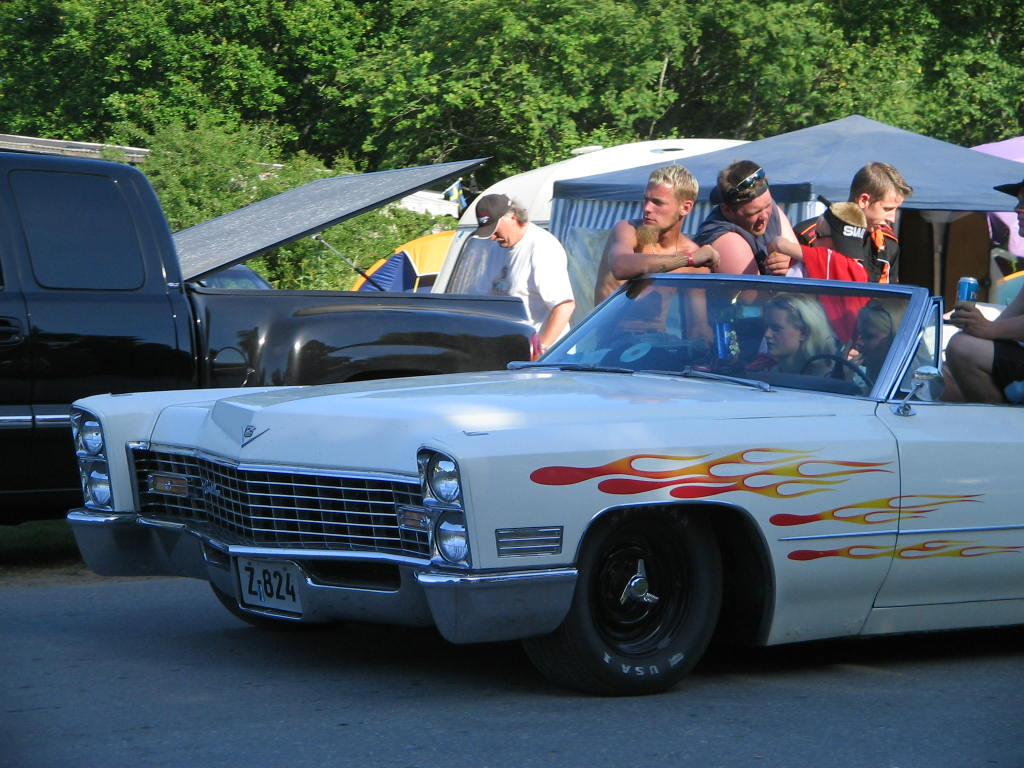
Weißer Cadillac mit Flammen
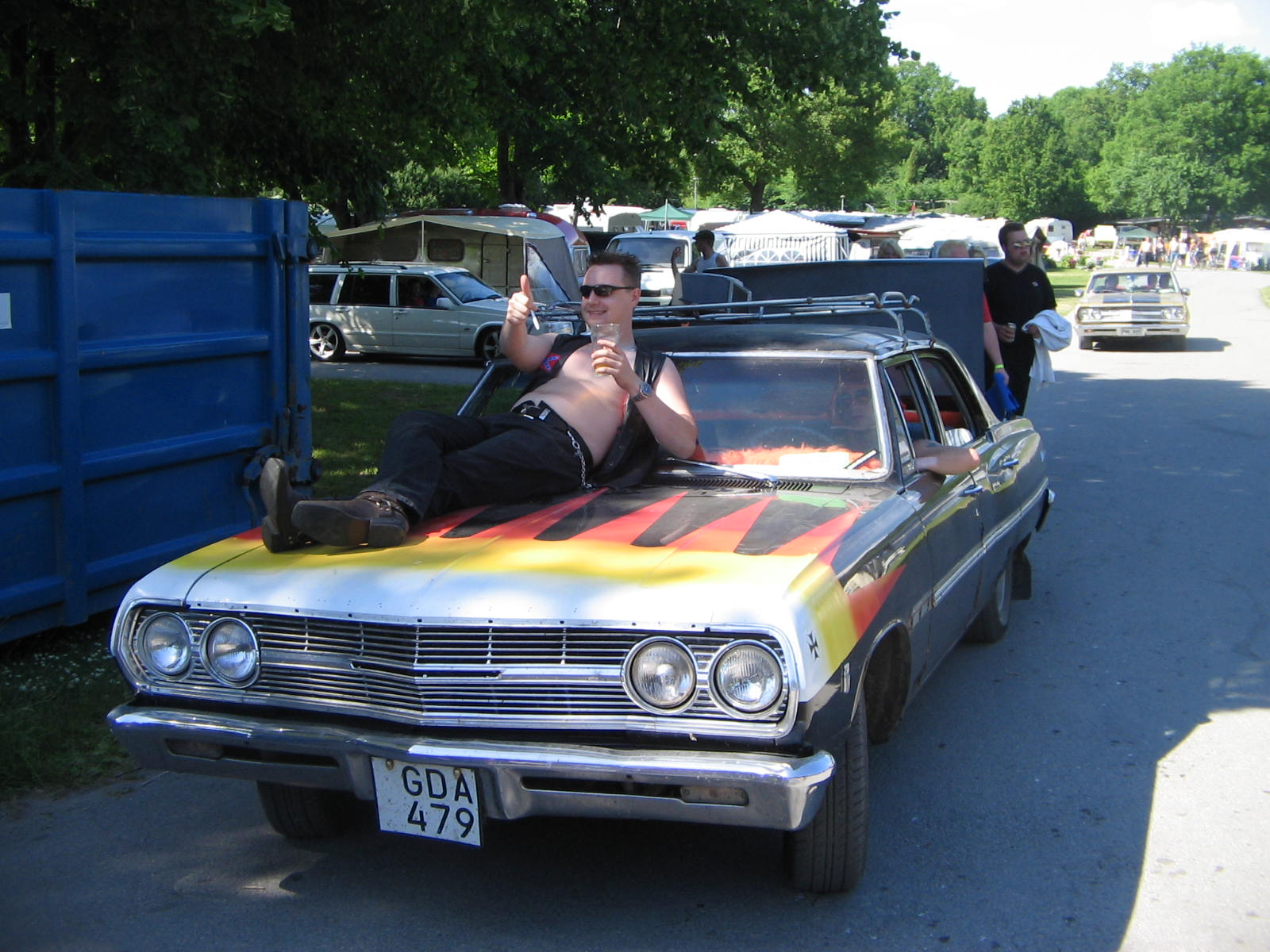
1965er Chevrolet Chevelle 13569